# Ommatius tucumanensis
Ommatius tucumanensis är en tvåvingeart som beskrevs av Scarbrough 2002. Ommatius tucumanensis ingår i släktet Ommatius och familjen rovflugor.
Artens utbredningsområde är Bolivia. Inga underarter finns listade i Catalogue of Life.